# Nazirna, Colomeea
Nazirna (în ucraineană Назірна) este un sat în comuna Zahaipil din raionul Colomeea, regiunea Ivano-Frankivsk, Ucraina.

## Demografie
Componența lingvistică a localității Nazirna
     Ucraineană (100%)
Conform recensământului din 2001, toată populația localității Nazirna era vorbitoare de ucraineană (100%).